# (523671) 2013 FZ27
(523671) 2013 FZ27, também escrito como (523671) 2013 FZ27, é um objeto transnetuniano atualmente perto da borda do cinturão de Kuiper. Tem uma magnitude absoluta de 4,1, o que o torna provável que seja um planeta anão. Assumindo um albedo de 0,15, teria cerca de 500 km de diâmetro, em outras medições ele aparece com 697 km. O astrônomo Mike Brown lista este corpo celeste em sua página na internet como um candidato a possível planeta anão.
Este objeto transnetuniano demora cerca de 336 anos para completar uma volta ao redor do Sol.

## Descoberta
(523671) 2013 FZ27 foi detectado pela primeira vez no dia 16 de março de 2013. Sua descoberta foi anunciada em 2 de abril de 2014. Ele tinha um arco de observação de cerca de 1 ano quando foi anunciado. Veio a oposição no final de fevereiro de 2014. Quatro imagens obtida pelo Pan-STARRS de 21 de fevereiro de 2013 foram rapidamente localizados. Mais oito imagens obtida pelo Pan-STARRS de janeiro e fevereiro de 2011 foram localizados estendendo o arco de observação para 1151 dias.
O 2012 VP113 e o objeto do disco disperso, 532037 Chiminigagua, foram descobertos pela mesma pesquisa que localizou o (523671) 2013 FZ27, e anunciados alguns dias antes.

## Órbita
A órbita de (523671) 2013 FZ27 tem uma excentricidade de 0,215, possui um semieixo maior de 48,404 UA e um período orbital de cerca de 336. O seu periélio leva o mesmo a uma distância de 37,984 UA em relação ao Sol e seu afélio a 58,824 UA.
(523671) 2013 FZ27 chegará ao periélio em torno de 2091, a uma distância de cerca de 38 UA. A partir de 2014, ficará a 49 UA do Sol e tem uma magnitude aparente de 21,1.